# The Many Ways
"The Many Ways" là đĩa đơn thứ ba từ album phòng thu đầu tay của ca sĩ Usher, Usher.
Đĩa đơn đã đạt được vị trí #42 trên bảng xếp hạng Hot R&B/Hip-Hop Songs của Hoa Kỳ và không lọt được vào Billboard Hot 100.
Video âm nhạc cho "The Many Ways" được đạo diễn bởi Hype Williams.

## Danh sách bài hát
Đĩa đơn Mỹ
- 1. Many Ways [Phiên bản album]
- 2. Many Ways [Phiên bản radio]
- 3. Many Ways [Album Instrumental]

## Xếp hạng
| Bảng xếp hạng (2008)                 | Vị trí cao nhất |
| ------------------------------------ | --------------- |
| U.S. Billboard Hot R&B/Hip-Hop Songs | 42              |